# Figueiró da Serra
Figueiró da Serra é uma localidade portuguesa do Município de Gouveia, na antiga província da Beira Alta, região do Centro e sub-região da Serra da Estrela, que foi sede da extinta Freguesia de Figueiró da Serra, freguesia que tinha 8,11 km² de área e 263 habitantes (2011), e, por isso, uma densidade populacional de 32,4 hab/km².
A Freguesia de Figueiró da Serra foi extinta em 2013, no âmbito de uma reforma administrativa nacional, para, em conjunto com a Freguesia de Freixo da Serra, formar uma nova freguesia denominada União das Freguesias de Figueiró da Serra e Freixo da Serra da qual é a sede.
Na área desta freguesia, deteve a Ordem de Malta importantes bens. Razão pela qual o brasão de armas da freguesia ostenta a cruz oitavada dessa antiquíssima Ordem Religiosa e Militar em chefe.
Pertenceu ao concelho de Linhares até 24 de Outubro de 1855, altura em que passou para o concelho (atual município) de Gouveia.
Grandiosa romaria em Honra da Virgem e Mártir Santa Eufémia nos dias 15 e 16 de Setembro. Pertence à rede de Aldeias de Montanha.

## População
| Totais e grupos etários | Totais e grupos etários | Totais e grupos etários | Totais e grupos etários | Totais e grupos etários | Totais e grupos etários | Totais e grupos etários | Totais e grupos etários | Totais e grupos etários | Totais e grupos etários | Totais e grupos etários | Totais e grupos etários | Totais e grupos etários | Totais e grupos etários | Totais e grupos etários | Totais e grupos etários |
| ----------------------- | ----------------------- | ----------------------- | ----------------------- | ----------------------- | ----------------------- | ----------------------- | ----------------------- | ----------------------- | ----------------------- | ----------------------- | ----------------------- | ----------------------- | ----------------------- | ----------------------- | ----------------------- |
| Censo                   | 1864                    | 1878                    | 1890                    | 1900                    | 1911                    | 1920                    | 1930                    | 1940                    | 1950                    | 1960                    | 1970                    | 1981                    | 1991                    | 2001                    | 2011                    |
| Habit                   | 891                     | 1 032                   | 1 150                   | 1 188                   | 1 054                   | 1 074                   | 895                     | 1 010                   | 948                     | 806                     | 572                     | 399                     | 379                     | 303                     | 263                     |

|     | 0-14 anos | 15-24 anos | 25-64 anos | 65 e + anos |
| Hab | 41 \| 27  | 37 \| 25   | 136 \| 124 | 89 \| 87    |
| Var | -34,1%    | -32,4%     | -8,8%      | -2,2%       |

## História
Em 1864 existia em Figueiró da Serra um estabelecimento fabril.

## Património
- Igreja Matriz de Nossa Senhora da Conceição;
- Capela de Santa Eufémia - possui 2 painéis com autoria do pintor do século CV, Nuno Gonçalves[6];
- Cruzeiro de Figueiró da Serra;
- Chafariz do Cimo do Lugar;
- Casa do Judeu;
- Penedo dos Mouros[7]
- Alminhas, encontram-se dispersas por vários locais e com estilos diferentes - azulejos e granito.
- Minas dos Azibrais (exploração de Volfrâmio, encerradas na década de 50), edifício principal com traçado de Arquitectura dos anos 20 do século passado  (século XX).
- Museu etnográfico e de arte sacra.

## Pontos de interesse
- Lagoas de Figueiró da Serra, integrando campos de centenico.